# Canton de Saint-Martin-de-Seignanx
Le canton de Saint-Martin-de-Seignanx est une ancienne division administrative française située dans le département des Landes et la région Aquitaine. Il a été supprimé par le nouveau découpage cantonal entré en vigueur en 2015.
Saint-Martin-de-Seignanx est le bureau centralisateur du nouveau canton de Seignanx.

## Géographie
Ce canton était organisé autour de Saint-Martin-de-Seignanx dans l'arrondissement de Dax. Son altitude variait de 0 m (Biaudos) à 76 m (Saint-Laurent-de-Gosse) pour une altitude moyenne de 51 m.

## Histoire
Jusqu'en 1858 (décret du 31 mars 1858), le chef-lieu du canton de Saint-Martin-de-Seignanx était situé à Saint-Esprit. Le rattachement de cette commune au département des Basses-Pyrénées (aujourd'hui Pyrénées-Atlantiques) entraîna le changement de chef-lieu du canton.

## Administration

### Conseillers généraux de l'ancien canton de Saint-Esprit (de 1833 à 1858)
| Période | Période      | Identité                    | Étiquette       | Qualité                                                             |
| ------- | ------------ | --------------------------- | --------------- | ------------------------------------------------------------------- |
| 1833    | 1842         | Eugène Basterrêche          | Gauche libérale | Propriétaire à Biaudos Ancien député (1819-1823)                    |
| 1842    | 1858 (décès) | Charles Docteur (1803-1858) |                 | Ancien inspecteur des domaines, rentier Propriétaire à Saint-Esprit |

### Conseillers d'arrondissement du canton de Saint-Esprit (de 1833 à 1858)
| Période                                  | Période | Identité              | Étiquette | Qualité |
| ---------------------------------------- | ------- | --------------------- | --------- | --- |
| 1833                                     | 1836    | Abraham Rodriguès-Ély |           | Négociant à Saint-Esprit                                                                                    |
| 1836                                     | 1848    | M. Gassanné           |           | Notaire à Saint-Esprit                                                                                      |
| 1940                                     |         |                       |           | Les conseils d'arrondissement ont été suspendus par la loi du 12 octobre 1940 et n'ont jamais été réactivés |
| Les données manquantes sont à compléter. |         |                       |           | |

### Conseillers généraux du canton de Saint-Martin-de-Seignanx (de 1858 à 2015)
| Période                                  | Période      | Identité                   | Étiquette           | Qualité |
| ---------------------------------------- | ------------ | -------------------------- | ------------------- | --- |
| 1858                                     | 1861         | Jules Cornuau              |                     | Ancien Préfet des Landes, Secrétaire général du Ministère de l'Intérieur                                            |
| 1861                                     | 1868 (décès) | Alexandre Colonna Walewski | Majorité dynastique | Militaire, diplomate, écrivain et auteur dramatique Député (1865-1867) Sénateur (1867-1868) Membre du Conseil privé |
| 1868                                     | 1871         | Louis Baron                |                     | Maire de Saint-André-de-Seignanx (1855-1865 et 1871-1874)                                                           |
| 1871                                     | 1876 (décès) | Jean Léglise (Aîné)        |                     | Propriétaire Maire de Saint-Martin-de-Seignanx (1871-1876)                                                          |
| 1876                                     | 1883         | Eugène Trubert             | Droite              | Propriétaire, maire de Saint-Barthélemy                                                                             |
| 1883                                     | 1889 (décès) | Bernard Baron              | Républicain         | Propriétaire à Biarrotte et Saint-Martin-de-Seignanx                                                                |
| 1889                                     | 1895         | Stéphane Basterrêche       | Droite              | Propriétaire à Biaudos                                                                                              |
| 1895                                     | 1898         | Léon Pascault              | Républicain         | Maire de Saint-Martin-de-Seignanx                                                                                   |
| 1898                                     | 1907         | Georges Laffontan          | Républicain         | Industriel à Villeneuve-de-Marsan                                                                                   |
| 1907                                     | 1919         | Louis Loustalot            | Rad.                | Fonctionnaire Député (1910-1919)                                                                                    |
| 1919                                     | 1931         | Henri Léglise              | RG                  | Maire de Saint-Martin-de-Seignanx (1919-1929)                                                                       |
| 1931                                     | 1937         | Louis Lesca                | RG                  | Médecin Maire d'Ondres                                                                                              |
| 1937                                     | 1940         | Vital Gilbert              | PC-SFIC             | Ouvrier électricien Conseiller municipal de Soorts-Hossegor Révoqué en 1940 à la suite du décret Daladier           |
|                                          |              |                            |                     | |
| 1945                                     | 1951         | Vital Gilbert              | PCF                 | Ouvrier électricien Ancien conseiller municipal de Soorts-Hossegor                                                  |
| 1951                                     | 1958         | Louis Lesca                | DVD                 | Médecin Maire d'Ondres                                                                                              |
| 1958                                     | 1964         | Léon Lafourcade            | Rad.                | Maire de Saint-Martin-de-Seignanx (1947-1977)                                                                       |
| 1964                                     | 1988         | André Maye                 | PCF                 | Ajusteur Maire de Tarnos (1971-1991)                                                                                |
| 1988                                     | 2008         | Pierrette Fontenas         | PCF                 | Mère de famille Maire de Tarnos (1991-2004) Première femme élue au Conseil général des Landes                       |
| 2008                                     | 2015         | Lionel Causse              | PS                  | Cadre du secteur privé Maire de Saint-Martin-de-Seignanx (2014-2017)                                                |
| Les données manquantes sont à compléter. |              |                            |                     | |

### Conseillers d'arrondissement du canton de Saint-Martin-de-Seignanx (de 1858 à 1940)
| Période                                  | Période | Identité                     | Étiquette                | Qualité |
| ---------------------------------------- | ------- | ---------------------------- | ------------------------ | --- |
| 1886                                     |         | Théodore Frois               | Républicain              | Maire de Saint-Martin-de-Seignanx |
|                                          | 1898    | M. Lavie                     | Républicain              | |
| 1898                                     | 1910    | François Janots              | Républicain opportuniste | Propriétaire et entrepreneur à Saint-Barthélémy |
| 1901                                     |         | M. Laffontan                 | Républicain              | |
|                                          |         |                              |                          | |
| 1910                                     | 1922    | Guillaume-Albert Delpuech    | Républicain              | Industriel à Saint-Martin-de-Seignanx |
| 1922                                     | 1931    | Joseph Oger (1894-1984)      | PC-SFIC puis Soc.ind.    | Ouvrier métallurgiste aux Forges de l'Adour puis secrétaire de mairie, conseiller municipal de Tarnos Nommé fonctionnaire du service des Douanes à Phnom-Penh en 1931 |
|                                          |         |                              |                          | |
| 1934                                     | 1940    | Marcel Loustalot (1893-1972) | SFIO                     | Propriétaire terrien, maire de Saint-Martin-de-Seignanx (1929-1941)                                                                                                   |
| 1940                                     |         |                              |                          | Les conseils d'arrondissement ont été suspendus par la loi du 12 octobre 1940 et n'ont jamais été réactivés                                                           |
| Les données manquantes sont à compléter. |         |                              |                          | |

## Composition
Le canton de Saint-Martin-de-Seignanx groupait huit communes et comptait 23 483 habitants (population municipale au 1er janvier 2007).
| Communes                 | Population (2012) | Code postal | Code Insee |
| ------------------------ | ----------------- | ----------- | ---------- |
| Biarrotte                | 243               | 40390       | 40042      |
| Biaudos                  | 712               | 40390       | 40044      |
| Ondres                   | 4 328             | 40440       | 40209      |
| Saint-André-de-Seignanx  | 1 489             | 40390       | 40248      |
| Saint-Barthélemy         | 338               | 40390       | 40251      |
| Saint-Laurent-de-Gosse   | 504               | 40390       | 40268      |
| Saint-Martin-de-Seignanx | 4 715             | 40390       | 40273      |
| Tarnos                   | 11 154            | 40220       | 40312      |

## Démographie
| 1962   | 1968   | 1975   | 1982   | 1990   | 1999   | 2006   | 2007   | - |
| ------ | ------ | ------ | ------ | ------ | ------ | ------ | ------ | - |
| 10 017 | 10 547 | 13 202 | 16 072 | 17 870 | 20 476 | 23 595 | 23 483 | - |